# نصب النصر (فيليكي نوفغورود)
نصب النصر (بالروسية: Монумент Победы) نصب تذكاري لإحياء ذكرى انتصار الاتحاد السوفيتي على الفاشية. يقع في مدينة فيليكي نوفغورود، في الجزء الجنوبي من منتزه الكرملين.

## تاريخ
تم بناؤه بقرار من مجلس وزراء روسيا الاتحادية الاشتراكية السوفياتية في 5 يناير 1968.
تم الافتتاح في 20 يناير 1974، في يوم الذكرى الثلاثين لتحرير نوفغورود من الغزاة الفاشيين. وهو عبارة عن تمثال برونزي، يبلغ ارتفاعه 8 أمتار، ويزن 27 طنّا.
نصب النصر هو التمثال الوحيد للفروسية في نوفغورود. تكرّرت محاولات بعض المواطنين لتسلق الحصان، محاولات منفصلة انتهت بشكل مأساوي.
النصب التذكاري موجود على الورقة النقدية المكونة من خمسة روبل لبنك روسيا لعينة 1997.